# المحقق كونان: العد التنازلي لناطحة السحاب
المحقق كونان: العد التنازلي لناطحة السحاب (باليابانية: 名探偵コナン 時計じかけの摩天楼، بالروماجي: Meitantei Konan: Tokei Jikake no Matenrō) (بالإنجليزية: Detective Conan: The Time-Bombed Skyscraper)‏ هو الفيلم الأول من سلسلة أفلام المحقق كونان، عُرِضَ في اليابان في شهر أبريل 1997. تمت دبلجته باللغة العربية تحت اسم اللحظة الأخيرة من قبل مركز الزهرة، وتم عرضه لأول مرة في 12 ديسمبر 2008 على قناة سبيس باور. وقد حصل الفيلم على إيرادات تعادل 1.1 بليون ين ياباني.

## القصة
تدور أحداث الفيلم حول دعوة تلقاها شينتشي من شخص يدعى (تيجي مورايا) وهو أحد المهندسين المعماريين المشهورين، ولكنه لا يستطيع الحضور كونه لم يعد إلى شخصيته الحقيقية بعد، فيطلب من ران وأبيها الحضور بدلا عنه مع كونان. وخلال زيارة ران مع أبيها لمعرض المباني التي قام المهندس ببنائها، يتم سرقة كمية كبيرة من المتفجرات البلاستيكية من إحدى الشركات.
ومن ثم يتصل المجرم ببيت الدكتور هيروشي أغاسا لكي يتحدث إلى شينتشي، حيث أن المكالمات الخاصة بشينتشي قد تم تحويلها إلى بيت الدكتور أغاسا، حيث طلب منه الحضور إلى عدة أماكن لكي يعطل عمل القنابل المزودة بمؤقتات ذكية والمزروعة في عدة أماكن، وذلك بمعرفة مكانها من خلال بعض التلميحات التي أعطاها المجرم. وصادف أن تكون ران متواجدة في المكان الأخير وهو ناطحة سحاب كبيرة في وسط المدينة صممها المهندس المعماري موريا تيجي. بعدها يتم القبض على المجرم، وهو (موريا تيجي) وكان الدافع الرئيسي وراء ذلك هو امساك شينتشي لعمدة منطقة نشيتاماش بجريمة قتل، والتي كانت ستبنى فيها مدينة جديدة يشرف عليها (موريا تيجي) بنفسه، مما حطم حلمه.
يرفض المهندس المعماري موريا تيجي إخبار الشرطة عن مكان وطريقة إيقاف القنبلة، لاحظ كونان سقوط خريطة من جيب معطف (موريا تيجي)، وإذ يجد فيها طريقة لتعطيل عمل القنابل المزروعة، ثم ينطلق كونان مسرعاً إلى البرج حتى وصل إلى الطابق الذي كانت ران فيه، ولكن الباب كان مغلقاً بسبب سقوط الحطام عليه بعدما أغلق موريا تيجي مخارج الطوارئ والمدخل الرئيسي جراء انفجار قنبلة مزروعة، فيتصل كونان بهاتف ران ويخبرها بصوت شينتشي بالتعليمات حتى تبطل مفعول القنبلة.
لكن في نهاية الأمر اكتشف كونان أن الخريطة تنقصها الخطوة الأخيرة، فيترك كونان الخيار لران في اختيار أحد السلكين الأخيرين فإما الحياة وإما الموت وصادف الحظ أن كان اختيار ران صحيحاً، بعدما قامت بقطع السلك الأزرق، وأبطلت مفعول القنبلة. وخرج الجميع من البرج بسلام.

## فريق العمل
| الشخصية            | المؤدي الياباني | المؤدي العربي     |
| ------------------ | --------------- | ----------------- |
| كونان إيدوجاوا     | مينامي تاكاياما | آمال سعد الدين    |
| سينشي كودو         | كابيه ياماغتشي  | زياد الرفاعي      |
| ران موري           | واكانا يامازاكي | سمر كوكش          |
| سوكو سوزوكي        | ناوكو ماتسوي    | آمنة عمر          |
| توغو موري          | أكيرا كاميا     | مروان فرحات       |
| المفتش ميغوري      | تشافورين        | محمد خير أبو حسون |
| الدكتور أغاسا      | كينيتشي أوغاتا  | مروان فرحات       |
| أيومي يوشيدا       | يوكيكو لواي     | أميرة حذيفي       |
| ميتسو تسوبورايا    | إيكوي أوتاني    | رغدة الخطيب       |
| نينزابورو شيراتوري | كانيتو شيوزاوا  | مأمون الفرخ       |
| غينتا كوجيما       | واتارو تاكاغي   | أسيمة يوسف        |
| تيجي موريا         | تارو إيشيدا     | رأفت بازو         |

## طاقم العمل
- الإخراج: كينجي كوداما
- كاتب: كازاناري كوتشي
- تصميم الشخصيات والإشراف على الرسوم المتحركة: ماساتومو سودو
- إخراج الرسوم المتحركة: أكيو كاوامورا، هيروتوشي تاكايا، كوميكو شيشيدو، كيكو ساساكي، يوشيهيرو شيميزو، كي هيودو، سيجي موتا
- الإخراج الفني: يوكيهيرو شيبوتاني
- إخراج التصوير: تاكاشي نومورا
- المونتاج: أكيميتسو أوكادا
- إخراج الصوت: كاتسويوشي كوباياشي
- المؤثرات الصوتية: ماساكازو يوكوياما
- الموسيقى: كاتسو أونو
- المنتجون: ميتشيكو سوا ماساهيتو يوشيوكا
- إنتاج الرسوم المتحركة: طوكيو موفي شينشا
- إنتاج: لجنة إنتاج المحقق كونان (شوغاكوكان، قناة يوميأوري، شوغاكوكان للإنتاج، بوليغرام، キョクイチ)

### النسخة العربية
- الإعداد: عمار شيخ جبر
- المراجعة: شفيق بيطار، عماد عكر
- التدقيق اللغوي: رمضان أيوب
- الترجمة: مها عابد
- الصوت: غسان حرفوش
- المكساج: منار السمكري
- المونتاج: سامر أبو حمد
- التترات: محمد القزة
- المتابعة المالية: محمد حسان مهنا، عبد القادر نبهان
- إدارة الإنتاج: رضوان حجازي
- م.مخرج: إيهاب حداقي
- إنتاج وتوزيع: أنيميشن إنترناشيونال
- تنفيذ الدوبلاج: مركز الزهرة
- الإشراف الفني: مأمون الرفاعي

## روابط خارجية
- المحقق كونان: العد التنازلي لناطحة السحاب على موقع IMDb (الإنجليزية)
- المحقق كونان: العد التنازلي لناطحة السحاب على موقع نتفليكس (الإنجليزية)
- المحقق كونان: العد التنازلي لناطحة السحاب على موقع ألو سيني (الفرنسية)
- المحقق كونان: العد التنازلي لناطحة السحاب على موقع فيلمافينيتي (الإسبانية)
- المحقق كونان: العد التنازلي لناطحة السحاب على موقع قاعدة بيانات الفيلم (الإنجليزية)
- المحقق كونان: العد التنازلي لناطحة السحاب على موقع ليتربوكسد (الإنجليزية)
- المحقق كونان: العد التنازلي لناطحة السحاب على موقع كينوبويسك (الروسية)
- المحقق كونان: العد التنازلي لناطحة السحاب على موقع ANN anime (الإنجليزية)